# فورت ماكموراي
فورت ماكموراي هي مدينة في بلدية منطقة وودبفالو. هي أكبر مركز لاستخراج النفط الرملي في العالم. هي تقع على ملتقى «نهر أتاباسكا» ونهر «الكلير ووتر» شمالي مقاطعة ألبرتا الكندية.

## تاريخها

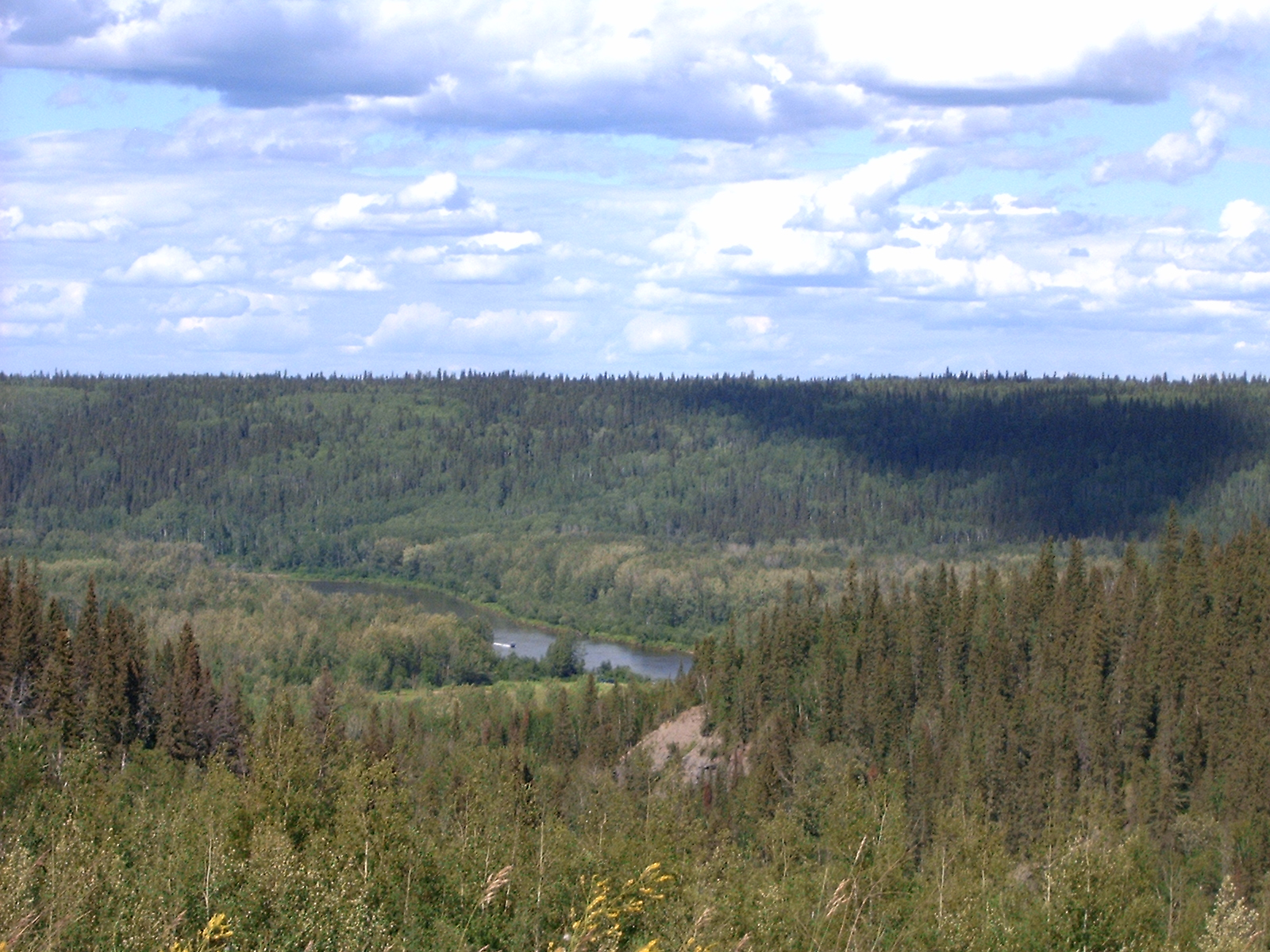
منظر لوادي نهر كليرووتر، مأخوذ من جانب الطريق السريع 63 في فورت ماكموراي، ألبرتا.

سكنت قبائل الكري منطقة فورت ماكموراي قبل وصول الأوروبيين في أواخر القرن الثامن عشر الميلادي. وعرف السكان الأولون النفط الرملي واستخدموه في صناعة قواربهم الصغيرة (canoes). في عام 1778م، وصل إلى المنطقة المستكشف بيتر بوند بحثا عن الفراء الذي كان مطلوبا في أوروبا في ذلك الحين. فاستكشف منطقة نهر أتاباسكا وسكن في الشمال في مستوطنة فورت تشيبوايان والتي تعتبر آقدم مستوطنة مسكونة في شمال آميركا.
في عام 1790، سجل المستكشف الكسندر ماكينزي مكتشفاته حول النفط الرملي المتواجد في المنطقة. وفي ذلك الحين، كانت التجارة على اشدها بين قبائل الكري والمستكشفين في منطقة التقاء «نهر أتاباسكا» ونهر «الكلير ووتر» في ما يعرف اليوم بحي «الووتر وايز». وفي عام 1870، اقامت شركة «هادسون باي» موقعا لها في المنطقة مستبقة منافستها شركة «نورث ويست» وأصبح الموقع نقطة نقل لعدة عقود تالية.

## الطقس
درجات الحرارة
| الفترة        | الأعلى °C | الأدنى °C |
| ------------- | --------- | --------- |
| يناير         | -13.6     | -62       |
| فبراير        | -40       | -19.8     |
| مارس          | 0.3       | -13.2     |
| أبريل         | 10        | -3.3      |
| مايو          | 17.4      | 3.3       |
| يونيو         | 21.4      | 7.9       |
| يوليو         | 23.2      | 10.2      |
| أغسطس         | 21.9      | 8.6       |
| سبتمبر        | 15.4      | 3.3       |
| أكتوبر        | 7.8       | -2.2      |
| نوفمبر        | -4.2      | -12.8     |
| ديسمبر        | -11.6     | -40       |
| المعدل السنوي | 6.7       | -5.3      |

الأمطار
| الفترة        | معدل الأمطار ملم |
| ------------- | ---------------- |
| يناير         | 19.3             |
| فبراير        | 15               |
| مارس          | 16.1             |
| أبريل         | 21.7             |
| مايو          | 36.9             |
| يونيو         | 74.8             |
| يوليو         | 81.3             |
| أغسطس         | 72.7             |
| سبتمبر        | 46.8             |
| أكتوبر        | 29.6             |
| نوفمبر        | 22.2             |
| ديسمبر        | 19.3             |
| المعدل السنوي | 455.5            |

## الاقتصاد
تقع فورت ماكموري في قلب واحدة من أهم المحاور الرئيسية لإنتاج النفط في ألبرتا وكندا ككل وهي مناطق النفط الرمالي في حوض الأتاباسكا. وإلى جانب النفط، فلإنها تعتمد أيضا على الغاز الطبيعي وخطوط أنابيب النفط، والغابات، والسياحة. من أهم شركات النفط العاملة في المنطقة تشمل سينكرود وصنكور، وشركة كندا للموارد الطبيعية (سي أن أر أل)، وشركة شل، وشركة نكسن.
سمة نمو فورت ماكموري هو سمة من البلدات المزدهرة. أسعار المساكن والايجارات فيها هي أعلى بكثير مما هو متوقع في أي من المناطق النئية مثلها. في عام 2006، كانت أسعار مساكن فورت ماكموري هي من أعلى الأسعار في ألبرتا. [34] وعدت حكومة ألبرتا الإفراج عن مزيد من الأراضي الملكية للبناء السكني، ولا سيما في حي تيمبرلي على الجانب الشمالي للمدينة.

## النقل

### النقل الجوي
مطار فورت ماكموراي (رمز إيكاو: CYMM، رمز إياتا: YMM) تخدمها طيران كندا، وطيران كندا جاز، واير انتيغرا، وماكموري للطيران، واير صنجيت، ونورث وسترن اير ووستجت مع رحلات مجدولة إلى كالغاري، إدمونتون، فورت تشيبوايان، فورت سميث، ليثبريدج (البرتا)، بيس ريفر، ساسكاتون، تورونتو، فانكوفر وسانت جون. كما يستعمل المطار طيران العديد من شركات النفط المختلفة مع شركات الرحلات المستأجرة. كثيرا ما يكون جميع الرحلات محجوزة بالكامل بسبب ارتفاع نسبة العمال العابرة في المدينة ولرغبة السكان في تجنب استعمال الطريق 63 السريع لخطورته.

## مواقع خارجية
- بلدية وودبفالو على CNN
- ازدهار مدينة النفط الرملي- CNN Money Video هذا الرابط ليس له علاقة بالموضوع